# Список Героев Социалистического Труда (Бгажноков — Бенидзе)
Эта страница является частью списка Героев Социалистического Труда и перечисляет в алфавитном порядке лиц, удостоенных звания Героя Социалистического Труда, чьи фамилии начинаются с буквы «Б», от Бгажноков до Бенидзе.
- Список не включает дважды и трижды Героев Социалистического Труда, а также лиц, лишённых этого звания.
- Список содержит информацию о датах жизни, роде деятельности и дате присвоения звания Героя.
- Герои, удостоенные звания посмертно, выделены в списке  серым цветом .
- Герои, сменившие фамилию после присвоения звания, приводятся в списках дважды, при этом строка с новой фамилией выделяется  бежевым цветом  и не имеет номера.

## Список людей, фамилии которых начинаются с «Б»
| Навигационная таблица | Навигационная таблица   |
| --------------------- | ----------------------- |
| «Б»                   | Баба-Заде — Базилевский |
| «Б»                   | Баиров — Банцер         |
| «Б»                   | Барабанов — Баянов      |
| «Б»                   | Бгажноков — Бенидзе     |
| «Б»                   | Берг — Блюнская         |
| «Б»                   | Бобенко — Болюнова      |
| «Б»                   | Бондарев — Бояршинова   |
| «Б»                   | Брагазин — Бульбаха     |
| «Б»                   | Буматов — Бяшимова      |

| №          | Фамилия, имя, отчество            | Даты жизни              | Деятельность | Дата присвоения | ГС         |
| ---------- | --------------------------------- | ----------------------- | --- | --------------- | ---------- |
| 1          | Бгажноков Хачим Гумарович         | 15.05.1915 — 24.08.2002 | Председатель колхоза имени Шогенцукова Баксанского района Кабардино-Балкарской АССР | 25.12.1959      | [ ГС 1 ]   |
| 2          | Бганба Кязим Османович            | 1912—1975               | Звеньевой колхоза имени Молотова Гудаутского района Абхазской АССР | 21.02.1948      | [ ГС 2 ]   |
| 3          | Бебурия Домника Ерастовна         | 1908 — ????             | Колхозница колхоза имени Берия Зугдидского района Грузинской ССР | 01.09.1951      | [ ГС 3 ]   |
| 4          | Бевзюк Василий Иосифович          | 1930 — ????             | Старший производитель работ треста «Средазнефтегазстрой» Министерства газовой промышленности СССР, гор. Ташкент | 01.07.1966      | [ ГС 4 ]   |
| 5          | Бегайдаров Сейтмагамбет           | 17.10.1915 — 03.12.1975 | Старший чабан племенного овцеводческого совхоза «Сулукольский» имени XXIII съезда КПСС Семиозёрного района Кустанайской области | 08.04.1971      | [ ГС 5 ]   |
| 6          | Бегалиев Оналбек                  | 02.01.1942 — 06.04.2025 | Чабан-арендатор совхоза имени 60-летия СССР Кзылкумского района Чимкентской области | 06.06.1990      | [ ГС 6 ]   |
| 7          | Беганский Михаил Павлович         | 05.04.1934 — 26.11.2006 | Звеньевой совхоза «Железинский» Славгородского района Могилёвской области | 12.12.1973      | [ ГС 7 ]   |
| 8          | Бегемкулов Анарбек                | 1914 — ????             | Звеньевой колхоза имени Ворошилова Нижне-Чирчикского района Ташкентской области | 17.07.1951      | [ ГС 8 ]   |
| 9          | Бегендыков Язмухамед              | 1908—1955               | Председатель колхоза «Красная Армия» Тахта-Базарского района Марыйской области | 05.04.1948      | [ ГС 9 ]   |
| 10         | Бегенчева Айнабат                 | 1917 — ????             | Звеньевая колхоза «Коммунист» Каахкинского района Ашхабадской области | 05.04.1948      | [ ГС 10 ]  |
| 11         | Бегиашвили Хвтисо Ильич           | 1892 — ????             | Звеньевой колхоза «Шрома» Лагодехского района Грузинской ССР | 21.02.1948      | [ ГС 11 ]  |
| 12         | Бегимкулов Чули                   | 1902—1963               | Председатель колхоза имени Сталина Каршинского района Кашка-Дарьинской области | 06.08.1958      | [ ГС 12 ]  |
| 13         | Бегиниязов Кокова                 | 1903 — ????             | Бригадир колхоза «Большевик» Куня-Ургенчского района Ташаузской области | 30.07.1951      | [ ГС 13 ]  |
| 14         | Бегичев Сергей Владимирович       | 1894—1967               | Председатель колхоза имени Чапаева Михайловского района Рязанской области | 08.01.1960      | [ ГС 14 ]  |
| 15         | Бегляров Сурхай Махмуд оглы       | 07.11.1913 — 29.09.1986 | Бригадир колхоза имени Сталина Карягинского района Азербайджанской ССР | 10.03.1948      | [ ГС 15 ]  |
| 16         | Бегмедов Гоша                     | род. 1926               | Тракторист колхоза имени Куйбышева Тахтинского района Ташаузской области | 10.12.1973      |            |
| 17         | Бегулов Миннигул Султанович       | 20.10.1928 — 06.01.1973 | Каменщик строительного управления № 2 треста «Башненефтезаводстрой» Башкирского совнархоза | 09.08.1958      | [ ГС 16 ]  |
| 18         | Бегунов Василий Макарович         | 1903 — ????             | Председатель колхоза имени Орджоникидзе Новосибирского района Новосибирской области | 11.01.1957      | [ ГС 17 ]  |
| 19         | Бедарева Галина Гавриловна        | 21.03.1943 — 24.12.2009 | Ткачиха Житомирского льнокомбината имени 60-летия Великой Октябрьской социалистической революции Министерства лёгкой промышленности Украинской ССР | 02.06.1984      | [ ГС 18 ]  |
| 20         | Бедарева Надежда Прокопьевна      | 1899—1982               | Бригадир полеводческой бригады подсобного хозяйства имени Куйбышева Кузнецкого металлургического комбината Министерства металлургической промышленности СССР, Кузнецкий район Кемеровской области                                                                                           | 31.10.1949      | [ ГС 19 ]  |
| 21         | Беденашвили Михаил Дмитриевич     | 1903 — ????             | Заведующий отделом сельского хозяйства Амбролаурского района Грузинской ССР | 09.08.1949      | [ ГС 20 ]  |
| 22         | Бедненко Анастасия Павловна       | 05.01.1924 — 24.10.1971 | Комбайнёр колхоза «Красная Звезда» Благодарненского района Ставропольского края | 08.04.1971      | [ ГС 21 ]  |
| 23         | Беднов Иван Ефимович              | 10.08.1924 — 15.05.1996 | Бригадир колхоза имени Войтика Александровского района Ставропольского края | 07.12.1973      | [ ГС 22 ]  |
| 24         | Бедный Павел Афанасьевич          | 10.12.1920 — 09.04.1971 | Главный инженер управления треста «Гидроэлектромонтаж» на строительстве Куйбышевской ГЭС | 09.08.1958      | [ ГС 23 ]  |
| 25         | Бедняшин Михаил Григорьевич       | 1902 — ????             | Председатель колхоза «Пятилетка в 4 года» Кузнецкого района Кемеровской области | 06.03.1948      | [ ГС 24 ]  |
| 26         | Бедров Виктор Иванович            | 28.10.1927 — 26.07.1995 | Горнорабочий очистного забоя шахтоуправления № 11 треста «Куйбышевуголь» комбината «Донецкуголь» Министерства угольной промышленности Украинской ССР, Донецкая область | 29.06.1966      | [ ГС 25 ]  |
| 27         | Бежина Вера Фёдоровна             | 21.09.1916 — 12.02.1993 | Свинарка колхоза имени Ленина Губкинского района Белгородской области | 22.03.1966      | [ ГС 26 ]  |
| 28         | Безбородов Фёдор Андреевич        | 1927 — 28.12.1984       | Бригадир колхоза «Электросила» Выселковского района Краснодарского края | 08.04.1971      | [ ГС 27 ]  |
| 29         | Безверхий Иван Арсентьевич        | 27.07.1931 — 30.03.2005 | Машинист экскаватора Управления механизации «Сибхимстрой» Министерства среднего машиностроения СССР, Красноярский край | 29.07.1966      | [ ГС 28 ]  |
| 30         | Безвесильный Василий Владимирович | 10.12.1901 — 02.07.1987 | Командир 15-й железнодорожной бригады, полковник | 05.11.1943      | [ ГС 29 ]  |
| 31         | Безгин Сергей Фёдорович           | 1900 — 13.01.1957       | Старший чабан племенного овцеводческого совхоза «Советское руно» Министерства совхозов СССР, Ипатовский район Ставропольского края | 30.12.1950      | [ ГС 30 ]  |
| 32         | Безгодов Иван Фёдорович           | 02.02.1922 — 21.02.1994 | Старший аппаратчик Новокемеровского химического комбината Министерства химической промышленности СССР, гор. Кемерово | 28.05.1966      | [ ГС 31 ]  |
| 33         | Бездельников Леонид Иванович      | 28.05.1928 — 19.12.1975 | Машинист экскаватора Бакальского рудоуправления Министерства чёрной металлургии СССР, Челябинская область | 30.03.1971      | [ ГС 32 ]  |
| 34         | Безденежный Фёдор Ильич           | 23.02.1926 — 26.10.2001 | Оператор по подземному ремонту скважин нефтегазодобывающего управления «Арланнефть» объединения «Башнефть» Министерства нефтяной промышленности СССР, Башкирская АССР | 30.03.1971      | [ ГС 33 ]  |
| 35         | Бездетко Евдокия Ивановна         | 01.03.1923 — ????       | Звеньевая колхоза имени Ильича Коломакского района Харьковской области | 16.02.1948      | [ ГС 34 ]  |
| 36         | Бездетный Иван Андреевич          | 1912 — ????             | Председатель колхоза «18 партийной конференции» Сыр-Дарьинского района Ташкентской области | 11.01.1957      | [ ГС 35 ]  |
| 37         | Бездрабко Михаил Михайлович       | 14.11.1910 — 24.04.1990 | Бригадир колхоза «Червона зоря» Ахтырского района Сумской области | 23.06.1966      | [ ГС 36 ]  |
| 37.000001  | Беззубенко Любовь Нестеровна      | 01.02.1929 — ????       | Звеньевая колхоза имени Ворошилова Менского района Черниговской области | 23.04.1952      | [ ГС 37 ]  |
| 37.000002  | Беззубенко Ольга Денисовна        | 13.10.1922 — 03.10.2007 | Звеньевая колхоза имени Кагановича Карловского района Полтавской области | 10.05.1948      |            |
| 38         | Безкоровайный Григорий Иванович   | род. 20.04.1936         | Звеньевой колхоза имени Шевченко Коропского района Черниговской области | 22.12.1977      | [ ГС 38 ]  |
| 39         | Безменов Николай Григорьевич      | 07.12.1926 — 02.05.2007 | Оператор комплекса по производству свинины колхоза «Россия» Шебекинского района Белгородской области | 21.12.1983      | [ ГС 39 ]  |
| 40         | Безрук Степан Сидорович           | 1914 — 2002             | Бригадир комплексной бригады плотников управления начальника работ № 859 строительного треста № 6 Хабаровского совнархоза | 09.08.1958      | [ ГС 40 ]  |
| 41         | Безруков Николай Иванович         | 1914 — ????             | Бригадир тракторной бригады Каскеленской МТС Алма-Атинской области | 11.01.1957      | [ ГС 41 ]  |
| 42         | Безуглая Мария Петровна           | 1924 — ????             | Доярка совхоза «Маяк» Снигирёвского района Николаевской области | 06.09.1973      |            |
| 43         | Безуглая Федора Максимовна        | 1908—1967               | Свинарка колхоза имени Хрущёва Ивано-Франковского района Львовской области | 24.06.1949      | [ ГС 42 ]  |
| 44         | Безуглов Василий Тихонович        | 1908 — 17.12.1972       | Начальник Крымской дистанции пути Северо-Кавказской железной дороги | 05.11.1943      | [ ГС 43 ]  |
| 44.000003  | Безуглова София Маркеловна        | 27.09.1924 — 01.02.2004 | Звеньевая колхоза «Большевик» Северского района Краснодарского края | 06.05.1948      | [ ГС 44 ]  |
| 45         | Безусов Сергей Петрович           | 24.09.1910 — 27.01.1997 | Свинарь совхоза «Роднички» Нехаевского района Волгоградской области | 22.03.1966      | [ ГС 45 ]  |
| 46         | Беисов Жилкибай                   | 07.11.1925 — 12.10.2017 | Начальник смены обогатительной фабрики Балхашского горнометаллургического комбината Карагандинского совнархоза | 28.05.1960      | [ ГС 46 ]  |
| 47         | Бейбутов Рашид Маджид оглы        | 14.12.1915 — 09.06.1989 | Художественный руководитель Азербайджанского государственного театра песни, народный артист СССР, гор. Баку | 23.04.1980      | [ ГС 47 ]  |
| 48         | Бейдуллаев Али Хазрат Гули оглы   | 1892 — 30.05.1955       | Бригадир колхоза имени Азизбекова Ахсуинского района Азербайджанской ССР | 10.03.1948      | [ ГС 48 ]  |
| 49         | Бейзаков Куандык                  | 1892 — 19.01.1978       | Старший чабан колхоза имени Ленина Сары-Суйского района Джамбулской области | 12.07.1949      | [ ГС 49 ]  |
| 50         | Бейнеуов Нурсеит                  | 1876—1953               | Старший табунщик колхоза «Орпа» Мангистауского района Гурьевской области | 23.07.1948      | [ ГС 50 ]  |
| 51         | Бейсалиев Нуртай                  | 1890 — 15.09.1986       | Старший табунщик колхоза «Кенес-Тюбе» Таласского района Джамбулской области | 23.07.1948      | [ ГС 51 ]  |
| 52         | Бейсембаев Ахмет                  | 1890—1976               | Старший чабан овцеводческого совхоза «Сыр-Дарьинский» Министерства совхозов СССР, Сары-Агачский район Южно-Казахстанской области | 23.07.1948      | [ ГС 52 ]  |
| 53         | Бейсембаев Жакыпбек               | 1896—1961               | Старший чабан колхоза «Уштобе» Каркаралинского района Карагандинской области | 23.07.1948      | [ ГС 53 ]  |
| 54         | Бейсенбаев Мураткан               | 02.03.1926 — 03.07.1998 | Машинист вращающихся печей Семипалатинского цементного завода Министерства промышленности строительных материалов СССР | 07.05.1971      | [ ГС 54 ]  |
| 55         | Бейтришвили Шота Александрович    | род. 1928               | Звеньевой колхоза имени Дзержинского Лагодехского района Грузинской ССР | 03.05.1949      | [ ГС 55 ]  |
| 56         | Бекаури Алексей Семёнович         | 1915 — 06.1990          | Первый секретарь Тетрицкаройского райкома Компартии Грузии | 02.04.1966      | [ ГС 56 ]  |
| 57         | Бекбаев Байбосын                  | 1890 — 05.04.1977       | Старший чабан колхоза «Томар» Каркаралинского района Карагандинской области | 12.07.1949      | [ ГС 57 ]  |
| 58         | Бекбаулиев Ерполат                | 1933 — ????             | Бригадир совхоза-техникума имени К. Ауезова Чимбайского района Каракалпакской АССР | 10.02.1975      | [ ГС 58 ]  |
| 59         | Бекбергенов Махамбет              | 1914—1989               | Слесарь-монтажник на строительстве Джамбулской ТЭЦ треста «Джамбулхимпромстрой» Южно-Казахстанского совнархоза | 20.09.1962      | [ ГС 59 ]  |
| 60         | Бекболатов Абитай                 | 1900—1985               | Старший чабан колхоза «Джана-Уткель» Таласского района Джамбулской области | 23.07.1948      | [ ГС 60 ]  |
| 61         | Бекбосынов Хасен                  | 1888 — 20.06.1979       | Скотник колхоза «Уш-тобе» Каркаралинского района Карагандинской области | 12.07.1949      | [ ГС 61 ]  |
| 62         | Бекбосынова Жамал                 | 1913 — ????             | Звеньевая колхоза имени 18 партсъезда района имени 28 гвардейцев Талды-Курганской области | 28.03.1948      | [ ГС 62 ]  |
| 63         | Бекешев Джумадиль                 | 1892—1963               | Чабан колхоза имени 40 лет Октября Каскеленского района Алма-Атинской области | 29.03.1958      | [ ГС 63 ]  |
| 64         | Бекирбаев Керим Бекирович         | 13.10.1928 — 01.07.1997 | Главный конструктор Московского машиностроительного завода «Скорость» Министерства авиационной промышленности СССР | 23.06.1981      | [ ГС 64 ]  |
| 65         | Беккер Александр Александрович    | 13.06.1922 — 20.06.1978 | Бригадир комплексной бригады колхоза «Страна Советов» Рубцовского района Алтайского края | 31.12.1961      | [ ГС 65 ]  |
| 66         | Бекмурзаев Кадыр                  | 1913—2001               | Председатель колхоза «Маданьят» Куршабского района Ошской области | 26.03.1948      | [ ГС 66 ]  |
| 67         | Бекназарова Робия                 | 1921—1957               | Звеньевая колхоза имени Сталина Кокташского района Сталинабадской области | 01.03.1948      | [ ГС 67 ]  |
| 68         | Бекниязов Уббинияз                | род. 1932               | Бригадир рисоводческой бригады совхоза имени Чапаева Кунградского района Каракалпакской АССР | 14.12.1972      | [ ГС 68 ]  |
| 69         | Бектаев Мусрепбек                 | род. 1929               | Звеньевой совхоза «Бурненский» Джувалинского района Джамбулской области | 30.04.1966      | [ ГС 69 ]  |
| 70         | Бектембаев Ибраим                 | 1896—1978               | Скотник молочного племенного совхоза «Аламедин» Министерства совхозов СССР, Ворошиловский район Фрунзенской области | 27.07.1948      | [ ГС 70 ]  |
| 71         | Бектенов Садыбек                  | 1887—1951               | Старший чабан колхоза «Кзыл-Макташи» Таласского района Джамбулской области | 23.07.1948      | [ ГС 71 ]  |
| 72         | Бектурганов Сертай                | 08.03.1935 — 24.03.1988 | Тракторист совхоза «Раздольный» Кокчетавского района Кокчетавской области | 08.04.1971      | [ ГС 72 ]  |
| 73         | Бектурганова Оразгуль             | 1919 — ????             | Звеньевая колхоза «Социалистик Казахстан» Келесского района Южно-Казахстанской области | 28.03.1948      | [ ГС 73 ]  |
| 74         | Бекузаров Руслан Камбулатович     | 27.09.1927 — 21.11.2001 | Директор совхоза имени Чапаева Советского района Северо-Казахстанской области | 06.09.1973      | [ ГС 74 ]  |
| 75         | Бекхожаев Есиркел                 | 1886 — ????             | Старший чабан колхоза «Бельбасар» Чуйского района Джамбулской области | 23.07.1948      | [ ГС 75 ]  |
| 76         | Бекчаев Мухамедмурад              | 15.06.1914 — ????       | Председатель Сагар-Чагинского райисполкома Марыйской области | 11.06.1949      | [ ГС 76 ]  |
| 77         | Белан Николай Изотович            | 25.12.1924 — 21.05.1994 | Бригадир тракторной бригады колхоза имени Ленина Боровского района Калужской области | 23.06.1966      | [ ГС 77 ]  |
| 78         | Белая Мария Гавриловна            | 15.07.1910 — 29.12.1996 | Свинарка колхоза «12 лет Октября» Голопристанского района Херсонской области | 26.02.1958      | [ ГС 78 ]  |
| 79         | Белая Мария Стефановна            | 01.05.1912 — 18.10.1993 | Звеньевая зернового совхоза «Кубанский» Министерства совхозов СССР, Новопокровский район Краснодарского края | 11.05.1949      | [ ГС 79 ]  |
| 80         | Белая Ольга Ивановна              | 1922 — ????             | Бригадир полеводческой бригады Первомайского свеклосовхоза Министерства пищевой промышленности СССР, Бурынский район Сумской области | 30.04.1948      | [ ГС 80 ]  |
| 81         | Белевец Анна Андриановна          | 20.07.1920 — 24.03.1995 | Звеньевая по выращиванию кукурузы колхоза «Октябрь» Каменецкого района Брестской области | 07.03.1960      | [ ГС 81 ]  |
| 82         | Белевец Виктор Матвеевич          | 08.1931 — 10.11.2007    | Бригадир опытного хозяйства «Украинка» Харьковского района Харьковской области | 23.06.1966      | [ ГС 82 ]  |
| 83         | Белевцев Тихон Николаевич         | 08.1900 — 07.11.1975    | Начальник шахты имени ОГПУ комбината «Ростовуголь» Министерства угольной промышленности западных районов СССР, Ростовская область | 28.08.1948      | [ ГС 83 ]  |
| 84         | Беленко Павел Андреевич           | 12.07.1911 — 10.07.1973 | Председатель исполкома Палласовского районного Совета депутатов трудящихся Сталинградской области | 20.11.1958      | [ ГС 84 ]  |
| 85         | Беленко Татьяна Никитична         | 20.09.1924 — 11.12.1986 | Бригадир совхоза «Красный колосс» Кашарского района Ростовской области | 22.03.1966      | [ ГС 85 ]  |
| 86         | Беленькая Наталья Семёновна       | 1920 — ????             | Звеньевая колхоза «3 выришальный» Двуречанского района Харьковской области | 07.05.1948      |            |
| 87         | Белецкий Каленик Иосифович        | 1905 — ????             | Бригадир колхоза имени Хрущёва Марьинского района Сталинской области | 02.06.1950      |            |
| 88         | Белик Александр Агеевич           | 17.11.1917 — 19.02.2001 | Начальник участка шахты № 5—6 имени Г. М. Димитрова комбината «Красноармейскуголь» Министерства угольной промышленности Украинской ССР, Донецкая область | 30.03.1971      | [ ГС 86 ]  |
| 89         | Белик Анна Павловна               | 27.09.1905 — 09.02.1984 | Звеньевая свиноводческого совхоза № 10 Министерства совхозов СССР, Сватовский район Ворошиловградской области | 22.04.1949      | [ ГС 87 ]  |
| 90         | Беликов Анатолий Иосифович        | 10.10.1931 — 20.04.2011 | Бригадир горнорабочих очистного забоя шахты имени В. М. Бажанова комбината «Макеевуголь» Министерства угольной промышленности Украинской ССР, Донецкая область | 30.03.1971      | [ ГС 88 ]  |
| 91         | Беликов Кузьма Артемьевич         | 25.06.1926 — 18.04.2000 | Токарь Лианозовского электромеханического завода производственного объединения «Утёс» Министерства радиопромышленности СССР, гор. Москва | 26.04.1971      | [ ГС 89 ]  |
| 92         | Беликов Николай Тарасович         | 09.05.1908 — 02.06.1987 | Бригадир колхоза имени Ворошилова Каменско-Днепровского района Запорожской области | 16.02.1948      | [ ГС 90 ]  |
| 93         | Беликов Сергей Трифонович         | 12.12.1921 — 25.08.1995 | Старший аппаратчик Константиновского химического завода Министерства химической промышленности СССР, Донецкая область | 28.05.1966      | [ ГС 91 ]  |
| 94         | Беликова Вера Яковлевна           | 1909—1976               | Звеньевая совхоза «Чехрак» Министерства сельского хозяйства СССР, Кошехабльский район Адыгейской автономной области | 19.05.1948      | [ ГС 92 ]  |
| 95         | Беликова Тамара Григорьевна       | род. 25.03.1942         | Доярка совхоза «Щигровский» Щигровского района Курской области | 06.09.1973      | [ ГС 93 ]  |
| 96         | Белинская Антонина Антоновна      | 1928 — 18.01.2005       | Доярка колхоза «Авангард» Малоярославецкого района Калужской области | 08.04.1971      |            |
| 97         | Белинский Андрей Федосеевич       | 1913 — 23.12.2004       | Директор Волчанской МТС Харьковской области | 07.05.1948      | [ ГС 94 ]  |
| 98         | Белинский Станислав Францевич     | 1902—1983               | Старший агроном молочного совхоза «Северо-Любинский» Министерства совхозов СССР, Любинский район Омской области | 12.11.1951      | [ ГС 95 ]  |
| 99         | Белицкий Михаил Иванович          | 06.10.1928 — 31.10.1987 | Бригадир рабочих очистного забоя шахты имени В. И. Ленина треста «Несветайантрацит», Ростовская область | 28.05.1960      | [ ГС 96 ]  |
| 100        | Белич Владимир Владимирович       | 03.09.1926 — 25.09.2014 | Бригадир слесарей-монтажников Рудненского монтажного управления треста «Казмеханомонтаж» Министерства монтажных и специальных строительных работ Казахской ССР, Кустанайская область | 08.01.1974      | [ ГС 97 ]  |
| 101        | Беличёнок Иван Николаевич         | 02.02.1934 — 19.01.2009 | Звеньевой механизированного звена колхоза «Чырвоная змена» Любанского района Минской области | 31.12.1965      | [ ГС 98 ]  |
| 102        | Белкин Абель Зельманович          | 06.06.1886 — 09.04.1965 | Старший агроном Земетчинского свеклосовхоза Министерства пищевой промышленности СССР, Земетчинский район Пензенской области | 18.05.1948      | [ ГС 99 ]  |
| 103        | Белкин Иван Никодимович           | 25.01.1926 — 29.08.2001 | Секретарь парторганизации, заведующий молочно-товарной фермой колхоза села Калиновки Хомутовского района Курской области | 07.12.1957      | [ ГС 100 ] |
| 104        | Белко Андрей Иосифович            | род. 13.10.1930         | Сталевар Минского тракторостроительного производственного объединения Министерства тракторного и сельскохозяйственного машиностроения СССР | 16.03.1976      | [ ГС 101 ] |
| 105        | Белобокий Александр Андреевич     | 12.09.1903 — 1978       | Директор зерносовхоза «Свободный» Есильского района Акмолинской области | 11.01.1957      | [ ГС 102 ] |
| 106        | Белобородов Николай Макарович     | 22.09.1930 — 27.05.2010 | Старший пилот-инспектор лётно-штурманского отдела Тюменского управления гражданской авиации Министерства гражданской авиации СССР | 05.03.1976      | [ ГС 103 ] |
| 107        | Белов Александр Евстафьевич       | 12.09.1935 — 21.11.2013 | Помощник мастера Тушинской чулочной фабрики Министерства текстильной промышленности РСФСР, гор. Москва | 03.06.1982      | [ ГС 104 ] |
| 108        | Белов Александр Фёдорович         | 15.03.1906 — 24.12.1991 | Директор Всесоюзного научно-исследовательского института технологии лёгких и специальных сплавов Министерства авиационной промышленности СССР, гор. Москва | 22.07.1966      | [ ГС 105 ] |
| 109        | Белов Алексей Михайлович          | 1921 — ????             | Машинист Московского метрополитена имени В. И. Ленина | 07.05.1971      | [ ГС 106 ] |
| 110        | Белов Алексей Николаевич          | 1890—1980               | Председатель колхоза «Красный путиловец» Кашинского района Калининской области | 30.04.1966      | [ ГС 107 ] |
| 111        | Белов Анатолий Андреевич          | 07.07.1940 — 03.06.2000 | Бригадир судосборщиков Дальзавода имени 50-летия СССР Министерства судостроительной промышленности СССР, Приморский край | 30.08.1985      | [ ГС 108 ] |
| 112        | Белов Анатолий Сергеевич          | 28.05.1938 — 09.07.2021 | Бригадир слесарей монтажно-строительного управления № 29 Министерства среднего машиностроения СССР, гор. Степногорск, Целиноградская область | 26.04.1971      | [ ГС 109 ] |
| 113        | Белов Андрей Васильевич           | 20.08.1928 — 07.01.2000 | Горнорабочий очистного забоя шахты «Нежданная» комбината «Ростовуголь» Министерства угольной промышленности СССР, Ростовская область | 30.03.1971      | [ ГС 110 ] |
| 114        | Белов Валентин Яковлевич          | 14.01.1931 — 2007       | Капитан-наставник Балтийского морского пароходства Министерства морского флота СССР, гор. Ленинград | 29.07.1966      | [ ГС 111 ] |
| 115        | Белов Василий Иванович            | 03.04.1922 — 02.03.2000 | Бригадир комплексной бригады Боровлянского леспромхоза Государственного комитета лесного хозяйства Совета Министров СССР, Алтайский край | 06.09.1966      | [ ГС 112 ] |
| 116        | Белов Иван Павлович               | 12.06.1928 — 20.03.1990 | Сталевар завода «Красное Сормово» имени А. А. Жданова Министерства судостроительной промышленности СССР, гор. Горький | 26.04.1971      | [ ГС 113 ] |
| 117        | Белов Николай Васильевич          | 14.12.1891 — 06.03.1982 | Заведующий отделом кристаллографии и структуры кристаллов и лабораторией рентгеноструктурного анализа Института кристаллографии Академии наук СССР, заведующий кафедрой кристаллографии и кристаллохимии Московского государственного университета имени М. В. Ломоносова, академик АН СССР | 13.03.1969      | [ ГС 114 ] |
| 118        | Белов Николай Семёнович           | 25.04.1908 — 24.02.1972 | Управляющий Кузбасским районным энергетическим управлением Министерства энергетики и электрификации СССР, гор. Кемерово | 04.10.1966      | [ ГС 115 ] |
| 119        | Белов Юрий Ильич                  | 09.09.1937 — 14.02.2008 | Комбайнёр совхоза «Бартеневский» Ивантеевского района Саратовской области | 07.12.1973      | [ ГС 116 ] |
| 120        | Белова Александра Матвеевна       | 1907 — ????             | Звеньевая свиноводческого совхоза «Ручьи» Министерства мясной и молочной промышленности СССР, Калининский район гор. Ленинграда | 05.10.1950      | [ ГС 117 ] |
| 121        | Белова Валентина Егоровна         | 28.12.1925 — 19.03.2007 | Свинарка совхоза «Большевик» Калининского района Калининской области | 07.03.1960      | [ ГС 118 ] |
| 122        | Белова Матрёна Павловна           | 05.03.1917 — 28.06.1979 | Доярка племзавода «Мамлютский» Мамлютского района Северо-Казахстанской области | 22.03.1966      | [ ГС 119 ] |
| 123        | Белоглазов Дмитрий Иванович       | 1909—1988               | Вальцовщик трубопрокатного цеха Первоуральского новотрубного завода Свердловского совнархоза | 19.07.1958      | [ ГС 120 ] |
| 124        | Белоглазов Леонид Яковлевич       | 17.06.1929 — 31.05.2006 | Бригадир совхоза «Николаевский» Ленинского района Северо-Казахстанской области | 24.12.1976      | [ ГС 121 ] |
| 125        | Белогурова Мария Ивановна         | 1917 — ????             | Звеньевая колхоза имени Шевченко Купянского района Харьковской области | 16.02.1948      | [ ГС 122 ] |
| 126        | Белодед Сергей Васильевич         | 06.07.1926 — ????       | Машинист экскаватора строительного управления Ворошиловградской ГРЭС треста «Донбассэнергострой» Министерства энергетики и электрификации СССР | 17.05.1977      | [ ГС 123 ] |
| 127        | Белодед Юрий Андреевич            | род. 07.07.1937         | Бригадир электросварщиков Коломыйского завода сельскохозяйственных машин производственного объединения по выпуску погрузчиков «Коломыясельмаш» Министерства машиностроения для животноводства и кормопроизводства СССР, Ивано-Франковская область                                           | 10.06.1986      |            |
| 128        | Белозёров Иван Семёнович          | 08.03.1925 — 27.05.1988 | Старший буровой мастер нефтеразведочной экспедиции № 2 треста «Печорнефтегазразведка» Министерства геологии РСФСР, гор. Ухта Коми АССР | 20.04.1971      | [ ГС 124 ] |
| 129        | Белозерский Андрей Николаевич     | 29.08.1905 — 31.12.1972 | Старший научный сотрудник Института биохимии имени А. Н. Баха Академии наук СССР, профессор кафедры Московского государственного университета имени М. В. Ломоносова, академик АН СССР | 13.03.1969      | [ ГС 125 ] |
| 130        | Белозерцева Екатерина Наумовна    | 12.12.1930 — 07.10.1989 | Доярка совхоза «Инкинский» Колпашевского района Томской области | 06.09.1973      | [ ГС 126 ] |
| 131        | Белозуб Лидия Петровна            | 1920 — ????             | Звеньевая колхоза «Червона хвиля» Красноармейского района Сталинской области | 26.03.1949      | [ ГС 127 ] |
| 132        | Белоконь Виктор Прокопович        | 03.03.1922 — 09.03.1989 | Председатель колхоза имени Ленина Кодымского района Одесской области | 08.04.1971      | [ ГС 128 ] |
| 133        | Белокур Матрёна Титовна           | 1908—1995               | Звеньевая колхоза имени Сталина Жашковского района Киевской области | 06.05.1948      |            |
| 134        | Белокуров Самсон Илларионович     | 02.08.1910 — 17.10.1974 | Председатель колхоза «Возрождение к новой жизни» Клепиковского района Рязанской области | 08.01.1960      | [ ГС 129 ] |
| 135        | Белолапотков Дмитрий Алексеевич   | 04.09.1918 — 08.02.1987 | Машинист экскаватора Головковского разреза комбината «Александрияуголь» Министерства угольной промышленности Украинской ССР, Кировоградская область | 30.03.1971      | [ ГС 130 ] |
| 136        | Белолипецкий Алексей Яковлевич    | 15.03.1918 — 02.06.1993 | Главный конструктор Киевского механического завода Киевского авиационного производственного объединения Министерства авиационной промышленности СССР | 03.04.1975      | [ ГС 131 ] |
| 136.000004 | Беломестнова Ольга Егоровна       | 02.06.1921 — 06.07.2018 | Рабочая Урекского совхоза Министерства сельского хозяйства СССР, Махарадзевский район Грузинской ССР | 05.07.1949      | [ ГС 132 ] |
| 137        | Беломоин Виталий Васильевич       | 05.05.1919 — 13.04.1983 | Директор Коршуновского горно-обогатительного комбината Министерства чёрной металлургии СССР, Иркутская область | 02.03.1981      | [ ГС 133 ] |
| 138        | Белоножкин Пётр Никифорович       | 1912 — 30.07.1966       | Бригадир слесарей Ашхабадского стекольного комбината имени В. И. Ленина Министерства промышленности строительных материалов Туркменской ССР | 28.07.1966      | [ ГС 134 ] |
| 139        | Белопол Василий Серафимович       | 06.04.1929 — 16.05.1998 | Управляющий трестом «Бамстроймеханизация» Министерства транспортного строительства СССР, Амурская область | 25.10.1984      | [ ГС 135 ] |
| 140        | Белосков Иван Дементьевич         | 1915 — 18.01.1972       | Мастер контрольного пункта автотормозов вагонного депо Белогорск Амурской железной дороги, Амурская область | 01.08.1959      | [ ГС 136 ] |
| 141        | Белостоцкий Иосиф Антонович       | 20.12.1919 — 04.01.1981 | Бригадир шофёров автокомбината № 4 Минского городского автотранспортного треста Министерства автомобильного транспорта Белорусской ССР | 23.01.1974      | [ ГС 137 ] |
| 142        | Белоус Алексей Григорьевич        | 1926 — ????             | Горнорабочий очистного забоя Ватутинского шахтоуправления треста «Буруголь» Министерства угольной промышленности Украинской ССР, Черкасская область | 30.03.1971      |            |
| 143        | Белоус Мечислав Дмитриевич        | 16.11.1924 — 23.10.1993 | Председатель колхоза «Дружба» Хмельницкого района Винницкой области | 31.12.1965      | [ ГС 138 ] |
| 144        | Белоусов Анатолий Владимирович    | 29.04.1922 — 19.11.1996 | Главный конструктор СКБ-567 Государственного комитета Совета Министров СССР по радиоэлектронике, гор. Москва | 17.06.1961      | [ ГС 139 ] |
| 145        | Белоусов Борис Фёдорович          | 15.11.1916 — 05.10.1988 | Старший машинист турбокомпрессорного цеха Новгородского районного управления магистральных газопроводов Министерства газовой промышленности СССР | 01.07.1966      | [ ГС 140 ] |
| 146        | Белоусов Иван Васильевич          | 1917 — ????             | Машинист экскаватора Часов-Ярского рудоуправления треста «Огнеупорнеруд» Сталинского совнархоза | 19.07.1958      | [ ГС 141 ] |
| 147        | Белоусов Иван Семёнович           | 1921 — ????             | Токарь завода «Баррикады» Министерства оборонной промышленности СССР, гор. Волгоград | 28.07.1966      | [ ГС 142 ] |
| 148        | Белоусов Игорь Сергеевич          | 15.01.1928 — 10.02.2005 | Заместитель Министра судостроительной промышленности СССР, гор. Москва | 04.12.1974      | [ ГС 143 ] |
| 149        | Белоусов Павел Игнатьевич         | 15.11.1910 — 07.02.1996 | Машинист экскаватора управления механизации № 2 треста № 12 Горьковского совнархоза | 09.08.1958      | [ ГС 144 ] |
| 150        | Белоусов Пётр Фёдорович           | 1906—1950               | Бригадир колхоза «Победа» Андреевского района Талды-Курганской области | 28.03.1948      | [ ГС 145 ] |
| 151        | Белоусов Семён Григорьевич        | 02.02.1913 — 1984       | Капитан малого рыболовного сейнера рыболовецкого колхоза имени Ленина, гор. Петропавловск-Камчатский | 13.04.1963      | [ ГС 146 ] |
| 152        | Белоусов Сергей Георгиевич        | 06.09.1938 — 10.08.2022 | Бригадир монтажников мостостроительного отряда № 74 мостостроительного треста № 10 Министерства транспортного строительства СССР, Амурская область | 10.08.1990      |            |
| 153        | Белоусов Сергей Фёдорович         | 1892 — ????             | Звеньевой колхоза «Завет Ленина» Казачинского района Красноярского края | 07.01.1948      | [ ГС 147 ] |
| 154        | Белоусова Вера Андреевна          | 11.12.1909 — 04.11.1996 | Свинарка колхоза «Боевик» Бабаевского района Вологодской области | 17.08.1950      | [ ГС 148 ] |
| 155        | Белоусова Ева Селивестровна       | 13.05.1925 — ????       | Прядильщица завода искусственного волокна имени В. В. Куйбышева Совнархоза Белорусской ССР, гор. Могилёв | 07.03.1960      | [ ГС 149 ] |
| 156        | Белоусова Мария Игнатьевна        | 18.03.1921 — 01.08.2013 | Бригадир молочно-овощного совхоза «Новоалтайский» Первомайского района Алтайского края | 30.04.1966      | [ ГС 150 ] |
| 157        | Белоусова Мария Михайловна        | 1927 — ????             | Звеньевая колхоза имени Будённого Мелитопольского района Запорожской области | 21.05.1952      | [ ГС 151 ] |
| 158        | Белохвостов Иван Павлович         | 18.04.1918 — 26.02.1986 | Директор шахты № 3—10 «Холодная балка» комбината «Макеевуголь» Министерства угольной промышленности Украинской ССР, Донецкая область | 30.03.1971      | [ ГС 152 ] |
| 159        | Белошапко Иван Елисеевич          | 1909 — ????             | Шкипер мотобота «Норд» рыбокомбината «Попов» Главприморрыбпрома, Приморский край | 02.03.1957      | [ ГС 153 ] |
| 160        | Белошейкина Анна Николаевна       | 03.04.1936 — 30.09.2021 | Старшая регулировщица Уральского асбестового горно-обогатительного комбината имени 50-летия СССР Министерства промышленности строительных материалов СССР, гор. Асбест Свердловской области                                                                                                 | 19.03.1981      | [ ГС 154 ] |
| 161        | Белуха Христиния Афанасьевна      | 1902 — ????             | Звеньевая колхоза «3 года» Перещепинского района Днепропетровской области | 16.02.1948      | [ ГС 155 ] |
| 162        | Белый Иван Михайлович             | 22.06.1922 — 04.11.2004 | Регулировщик радиоаппаратуры опытного завода Научно-исследовательского института № 37 Министерства радиопромышленности СССР, гор. Москва | 29.07.1966      | [ ГС 156 ] |
| 163        | Белых Анна Петровна               | 28.04.1920 — 20.04.2005 | Звеньевая по выращиванию зерновых культур колхоза имени Димитрова Ермаковского района Красноярского края | 10.04.1948      | [ ГС 157 ] |
| 164        | Бельдёнков Виктор Андреевич       | 25.04.1931 — 27.04.1986 | Директор совхоза «Панкратовский» Пензенского района Пензенской области | 08.04.1971      | [ ГС 158 ] |
| 165        | Бельдий Илья Семёнович            | 1915 — ????             | Бригадир Узинского свеклосовхоза Министерства пищевой промышленности СССР, Белоцерковский район Киевской области | 30.04.1948      | [ ГС 159 ] |
| 166        | Бельков Ефим Григорьевич          | 13.10.1907 — 14.07.1997 | Председатель колхоза «Урал» Пышминского района Свердловской области | 08.03.1958      | [ ГС 160 ] |
| 167        | Бельский Григорий Васильевич      | 06.08.1929 — 25.10.1998 | Председатель колхоза «Заветы Ильича» Горецкого района Могилёвской области | 08.04.1971      | [ ГС 161 ] |
| 168        | Бельский Константин Францевич     | 1924—1977               | Механик-комбайнёр колхоза имени ХХ партсъезда Сокирянского района Черновицкой области | 23.06.1966      | [ ГС 162 ] |
| 169        | Бельских Раиса Алексеевна         | 28.04.1934 — 13.07.2012 | Управляющая отделением совхоза «Михайловский» Панинского района Воронежской области | 23.06.1966      | [ ГС 163 ] |
| 170        | Бельченко Евгения Ивановна        | 02.04.1928 — 15.07.2020 | Поездной диспетчер Даугавпилсского отделения Прибалтийской железной дороги, Латвийская ССР | 04.08.1966      | [ ГС 164 ] |
| 171        | Беляев Александр Алексеевич       | 04.07.1918 — 12.10.2002 | Бригадир очистной бригады Берёзовского рудника имени С. М. Кирова комбината «Уралзолото» Министерства цветной металлургии СССР, Свердловская область | 30.03.1971      | [ ГС 165 ] |
| 172        | Беляев Василий Андреевич          | 09.05.1937 — 26.06.2012 | Бригадир совхоза имени 60-летия Советской Армии Жаксынского района Тургайской области | 22.02.1982      | [ ГС 166 ] |
| 173        | Беляев Владимир Александрович     | 16.06.1911 — 11.09.1998 | Бригадир плотников строительно-монтажного управления № 9 Саратовского треста крупнопанельного домостроения, Саратовская область | 11.08.1966      |            |
| 174        | Беляев Евгений Степанович         | 05.06.1934 — 22.07.2018 | Звеньевой совхоза «Прогресс» Милославского района Рязанской области | 11.12.1973      | [ ГС 167 ] |
| 175        | Беляев Иван Кузьмич               | 30.04.1908 — 28.03.1979 | Буровой мастер конторы бурения № 2 треста «Укрнефтегазразведка» Харьковского совнархоза | 19.03.1959      | [ ГС 168 ] |
| 176        | Беляев Куприян (Киприан) Павлович | 1904 — 03.1981          | Старший агроном семеноводческого совхоза «Сибиряк» Министерства совхозов СССР, Тулунский район Иркутской области | 03.05.1948      | [ ГС 169 ] |
| 177        | Беляев Моисей Ануфриевич          | 27.03.1905 — 27.07.1992 | Директор Кзылтуского совхоза Ленинградского района Кокчетавской области | 11.01.1957      | [ ГС 170 ] |
| 178        | Беляев Николай Павлович           | 18.06.1925 — 09.06.1995 | Шофёр Тотемского леспромхоза Министерства топливной промышленности РСФСР, Вологодская область | 20.04.1971      | [ ГС 171 ] |
| 179        | Беляев Фёдор Андреевич            | 1921 — 07.03.1995       | Машинист экскаватора Юго-Западного разреза комбината «Дальвостуголь» Министерства угольной промышленности СССР, Амурская область | 30.03.1971      | [ ГС 172 ] |
| 180        | Беляева Анна Алексеевна           | 1927 — 03.07.1993       | Свинарка Первоманского свиноводческого совхоза Манского района Красноярского края | 22.03.1966      | [ ГС 173 ] |
| 181        | Беляева Валентина Яковлевна       | род. 31.12.1937         | Начальник комплексно-технологического потока № 3 сварочно-монтажного треста Министерства строительства предприятий нефтяной и газовой промышленности СССР, Горьковская область | 06.10.1983      | [ ГС 174 ] |
| 182        | Беляк Константин Никитович        | 21.01.1916 — 04.12.1997 | Министр машиностроения для животноводства и кормопроизводства СССР, гор. Москва | 10.03.1981      | [ ГС 175 ] |
| 183        | Беляков Алексей Николаевич        | 16.03.1946 — 17.04.2024 | Шлифовщик Ленинградского завода «Магнетон» научно-производственного объединения «Феррит» Министерства электронной промышленности СССР | 07.08.1986      | [ ГС 176 ] |
| 184        | Беляков Виктор Осипович           | 29.04.1931 — 03.11.2012 | Бригадир слесарей-медников Тамбовского завода химического машиностроения «Комсомолец» Министерства химического и нефтяного машиностроения СССР | 20.04.1971      | [ ГС 177 ] |
| 185        | Беляков Виктор Петрович           | 17.05.1923 — 27.08.1986 | Генеральный директор Балашихинского научно-производственного объединения криогенного машиностроения имени 40-летия Октября Министерства химического и нефтяного машиностроения СССР, Московская область                                                                                     | 16.05.1983      | [ ГС 178 ] |
| 186        | Беляков Григорий Яковлевич        | 02.12.1919 — 02.01.1981 | Токарь Горьковского телевизионного завода имени В. И. Ленина Министерства радиопромышленности СССР | 26.04.1971      | [ ГС 179 ] |
| 187        | Беляков Леонид Иванович           | 09.03.1929 — 25.07.1990 | Машинист бумагоделательной машины Кондопожского целлюлозно-бумажного комбината имени С. М. Кирова Министерства целлюлозно-бумажной промышленности СССР, Карельская АССР | 15.01.1976      | [ ГС 180 ] |
| 188        | Белякова Антонина Ивановна        | 15.07.1927 — 07.11.2007 | Первый секретарь Гродненского райкома Компартии Белоруссии | 29.03.1978      | [ ГС 181 ] |
| 189        | Белякова Валентина Леонтьевна     | 08.02.1925 — 20.01.1973 | Фрезеровщица завода «Белинсксельмаш» Министерства тракторного и сельскохозяйственного машиностроения СССР, Пензенская область | 05.04.1971      | [ ГС 182 ] |
| 190        | Белякова Зинаида Парамоновна      | 01.07.1936 — 08.07.2020 | Доярка совхоза «Тимирязевский» Славского района Калининградской области | 22.03.1966      | [ ГС 183 ] |
| 191        | Белякова Нина Семёновна           | 1916—2002               | Врач городской больницы № 2, гор. Астрахань | 20.07.1971      | [ ГС 184 ] |
| 192        | Белякова Ольга Гавриловна         | 1912—1971               | Доярка совхоза «Ефремовский» Ефремовского района Тульской области | 27.12.1957      | [ ГС 185 ] |
| 193        | Белянский Александр Александрович | 30.08.1906 — 26.12.1981 | Директор завода № 18 Народного комиссариата авиационной промышленности СССР, генерал-майор инженерно-авиационной службы, гор. Куйбышев | 16.09.1945      | [ ГС 186 ] |
| 194        | Белянский Николай Петрович        | 15.12.1931 — 16.04.2009 | Бригадир комплексной бригады строительного управления № 23 стройтреста № 4 Главсевкавстроя Министерства строительства предприятий тяжёлой индустрии СССР, гор. Шахты Ростовской области | 14.04.1977      | [ ГС 187 ] |
| 195        | Бем Семён Ефимович                | 25.05.1931 — 24.06.2010 | Чабан государственного племенного завода «Черноморский» Сакского района Крымской области | 08.04.1971      | [ ГС 188 ] |
| 196        | Бембишев Эрдне Мендеринович       | 1900—1972               | Старший чабан зерносовхоза № 112 Западного района Калмыцкой АССР | 21.08.1959      | [ ГС 189 ] |
| 197        | Бенашвили Александр Сабович       | 1905 — ????             | Звеньевой колхоза «Ленинис Андердзи» Лагодехского района Грузинской ССР | 05.08.1949      | [ ГС 190 ] |
| 198        | Бенгардавичюс Владас Ионович      | 1909 — ????             | Председатель колхоза «Большевикас» Каунасского района Литовской ССР | 05.04.1958      |            |
| 199        | Бендерович Сергей Иванович        | 02.07.1926 — 31.08.1994 | Рабочий предприятия Министерства общего машиностроения СССР, гор. Днепропетровск | 26.04.1971      |            |
| 200        | Бенедек Юрий Юрьевич              | 1905 — ????             | Звеньевой колхоза имени Калинина Береговского округа Закарпатской области | 21.06.1949      |            |
| 201        | Бенидзе Иа Платоновна             | 1924 — ????             | Звеньевая колхоза имени Орджоникидзе Цагерского района Грузинской ССР | 05.09.1950      | [ ГС 191 ] |

| Навигационная таблица | Навигационная таблица   |
| --------------------- | ----------------------- |
| «Б»                   | Баба-Заде — Базилевский |
| «Б»                   | Баиров — Банцер         |
| «Б»                   | Барабанов — Баянов      |
| «Б»                   | Бгажноков — Бенидзе     |
| «Б»                   | Берг — Блюнская         |
| «Б»                   | Бобенко — Болюнова      |
| «Б»                   | Бондарев — Бояршинова   |
| «Б»                   | Брагазин — Бульбаха     |
| «Б»                   | Буматов — Бяшимова      |